# Alfredo Ellis Jr.
Alfredo Ellis Júnior (São Carlos, 6 de junho de 1896 – São Paulo, 13 de junho de 1974) foi um historiador, sociólogo, ensaísta e professor universitário brasileiro. Foi membro do Instituto Histórico e Geográfico Brasileiro, do Instituto Histórico e Geográfico de São Paulo, e do Instituto de Estudos Genealógicos e da Academia Paulista de Letras, onde ocupou a cadeira 18.
Filho de Alfredo Ellis, formou-se pela Faculdade de Direito de São Paulo em 1917, tendo se tornado promotor público. Foi também deputado estadual de 1925 a 1930 e de 1934 a 1937. Já em 1939, tornou-se titular da cátedra de História da Civilização Brasileira da Faculdade de Filosofia, Ciências e Letras da Universidade de São Paulo, da qual foi diretor de 1939 a 1941.
Colaborou com a criação da Liga de Defesa Paulista, fundada em 19 de maio de 1931. Agravando a situação entre a classe agromercantil exportadora paulista e o governo provisório brasileiro, Ellis Junior e mais alguns membros da Liga de Defesa Paulista criam o jornal O Separatista, cujo pregava a independência do estado de São Paulo em 1932, contribuindo como editor. Com o início da Guerra Paulista em 9 de julho de 1932, criaram-se os batalhões da Liga de Defesa Paulista, que passaram a ser organizados pela Força Pública. Ellis Junior, como membro, alistou-se e lutou na frente de Cunha, desertando em agosto após ser ferido na perna. Com o fim da guerra, para evitar o exílio, assumiu o disfarce de turista inglês em passeio pelo interior de São Paulo. Ficou escondido na fazenda de um amigo em Dourados, aproveitou o tempo e escreveu o panfletário Nossa Guerra, publicado em 1933. Na luta como por uma maior autonomia contra o processo de centralização realizado pelo governo Vargas, como alternativa ao independentismo paulista, em 1933, destacou-se como um dos fundadores da Liga Confederacionista, cuja foi inspirada em seu livro Confederação ou Separação, publicado em 1932.
Ellis Júnior publicou um importante número de obras sobre a história de São Paulo, como Raça de gigantes (1926), Populações paulistas (1934), Capítulos da história social de São Paulo (1944), Meio século de bandeirismo (1946) e O Café e a Paulistânia (1950).

## Primeiros anos e formação
O último dos dez filhos de Alfredo Ellis (sendo neto do inglês William Ellis) e Sebastiana da Cunha Bueno, Ellis Júnior nasceu no município de São Carlos dos Pinhais, na fazenda cafeeira de Santa Eudóxia, onde ele recebeu a primeira educação. A fazenda viria a falir em 1918 e seria vendida no início de 1919.
O pai dele se formou em medicina nos Estados Unidos, pela Universidade da Pensilvânia. Em 1874, junto de Coronel Francisco da Cunha Bueno, seu sogro e tio, ele abriu a fazenda Santa Eudóxia, local onde Ellis Júnior nasceu e passou a infância. Após a Proclamação da República, ele foi eleio deputado federal para a Câmara Constituinte, em 1890, pelo Partido Republicano Paulista. No início do século XX, ele se torna Senador.
Ellis Júnior deixou a educação caseira com a mudança da família para a capital, devido ao cargo do pai no senado da recente República, sendo matriculado na Escola Alfredo Gomes. No entanto, a família não demorou a retornar a São Paulo, em 1906, onde ele foi matriculado para cursar o ginásio no Colégio São Bento, sendo aluno de Afonso d'Escragnolle Taunay.
Ao completar os estudos ginasiais em 1911, Ellis Júnior, com 15 anos na época, embarcou em uma longa viagem pela Europa acompanhado do pai. Essa experiência teria consolidado a influência de Alfredo Ellis nas ambições intelectuais do filho. Os dois embarcaram no Rio de Janeiro em um navio para Portugal; visitaram também à França, Alemanha e Inglaterra antes de retornar ao Brasil e ao estado de São Paulo.
Permanecendo no estado, Ellis Júnior começou a estudar Direito na Faculdade do Largo São Francisco, que, mais tarde, seria agrupada à Universidade de São Paulo, se tornando a Faculdade de Direito da Universidade de São Paulo. Em 1915, enquanto o estudioso cursava o terceiro ano de Direito, Waldomiro de Carvalho o convidou a participar da Bucha (nome informal de Burschenschaft), sociedade secreta atrelada à Faculdade de Direito, Medicina e à Politécnica. Em 25 de janeiro de 1917, os membros da Burschenschaft, ou Sociedade dos Camaradas, ajudaram a fundar a Liga Nacionalista de São Paulo. No mesmo ano, Ellis Júnior completou seu bacharelado.
Formado, Ellis Júnior retorna à fazenda Santa Eudóxia. No entanto, a propriedade sofria com pragas, enfraquecimento da terra para plantio e cheias do rio Mogi-Guaçu, levando à falência da fazenda, que foi liquidada pela Cia. Brazilian Warrant. Com a ajuda de Roberto Simonsen, amigo da família, o pai de Ellis Júnior consegue uma quantia suficiente para manter uma vida tranquila.

## Correio Paulistano e Partido Republicano Paulista
Afastando-se do meio rural, Ellis Júnior teve uma breve estadia na Capital Federal, antes de voltar a São Paulo para exercer a advocacia e também ministrar aulas no Colégio São Bento, através da indicação de Taunay. O mesmo professor também foi responsável por apresentar Ellis Júnior à redação do Correio Paulistano em 1922; entretanto, o intelectual só viria a contribuir como articulista no jornal em 1923.
A publicação, fundada em 1854, era conhecida por não se vincular a nenhum partido político ou escola literária, situação que mudou com a Proclamação da República do Brasil, fazendo com que, em 1890, o Correio Paulistano se tornasse o porta-voz oficial do Partido Republicano Paulista, inclusive com a redação do jornal sendo transformada na sede do partido. Ellis Júnior sempre manteve relações estreitas com a imprensa paulista, principalmente com o Correio Paulistano. Foi nesse cenário em que Ellis Júnior se aproximou de Washington Luís, que viria a ser presidente.
Também introduzido por Afonso Taunay, Ellis Júnior integrou o movimento Verde-Amarelo. Além deles, Menotti del Picchia, Cassiano Ricardo, Plínio Salgado e Cândido Mota Filho – todos do Correio Paulistano – atuavam no movimento, que surgiu em resposta ao Manifesto da Poesia Pau-Brasil (1924), redigido por Oswald de Andrade. Visto como um vertente conservadora do modernismo, o Verde-Amarelismo se baseava, culturalmente, em uma ruptura com a herança cultural europeia e, politicamente, no autoritarismo como meio de garantir a independência cultural e política do país. Apesar de não tomar parte nas expressões estéticas do movimento, a participação no Verde-Amarelismo fez com que Ellis Júnior começasse a ser conhecido por sua estreita relação com o regionalismo paulista, levando-o a se aproximar mais ainda das ideias tradicionalistas que permeavam a política na São Paulo da época.
É neste momento em que Ellis Júnior inicia de fato sua carreira política e literária. O ingresso na imprensa foi fundamental para a publicação de três obras suas: O Bandeirismo Paulista e o Recuo do Meridiano (1924) – cujo lançamento aconteceu, em parte, graças à relação de apadrinhamento entre Ellis Júnior e Washington Luís –, Raça de gigantes (1926) e Meio século de bandeirismo (1939). Esta última se originou a partir de uma série de 12 artigos retratando algumas das bandeiras que ocorreram entre 1590 e 1640, publicados no Correio Paulistano entre maio e setembro de 1923. Os artigos marcaram a estreia de Ellis Júnior na imprensa e se transformaram na tese de concurso para o ingresso dele na cátedra de História da Civilização Brasileira em 1939. Logo depois, a coletânea foi publicada como o primeiro número da seção de História da Civilização Brasileira do Boletim da Faculdade de Filosofia, Ciências e Letras da Universidade de São Paulo, na época em que ele já detinha a posição de catedrático e diretor da FFCL.
Ao longo dos dois anos em que Ellis Júnior foi colunista do Correio Paulistano, Bandeirismo seiscentista e Raça de gigantes se destacaram como artigos publicados no periódico que viriam a se tornar obras do autor. A primeira surgiu como uma série de 11 artigos, publicados entre setembro e dezembro de 1923, acerca de bandeiras ocorridas no século XVII – período que ele chama de seiscentista – de busca por metais preciosos, apresamento de indígenas e a Guerra dos Emboabas. Raça de gigantes, por sua vez, se tratava de dez artigos publicados entre janeiro e outubro de 1924, e é considerada a gênese da obra de Ellis Júnior. Mesmo depois desse período, Ellis Júnior teve presença constante no jornal, tendo sua carreira política iniciada em 1925 e acompanhada pelo Correio Paulistano.

## Carreira política no Parlamento Estadual
Ellis Júnior nasceu em berço político. O pai, Alfredo Ellis, tinha conexões com os nomes responsáveis por implementar a República no Brasil, tornando-se uma das principais figuras da política nacional. Com a República, ele foi eleito deputado federal, mudando-se para o Rio de Janeiro para participar da Assembleia Constituinte. Ellis foi eleito senador pelo PRP  e permaneceu no cargo até a morte dele, em 1925.
Ellis Júnior exerceu duas legislaturas como deputado estadual de São Paulo entre 1925 e 1930, sendo que a última foi interrompida devido à Revolução de 1930, liderada por Getúlio Vargas, que pôs fim à República Velha ao depor o presidente Washington Luís e impedir a posse do presidente eleito em 1 de março de 1930, Júlio Prestes.

### Primeira legislatura (1925-1927)
Com o apoio do PRP, Ellis Júnior lançou sua candidatura para deputado estadual pelo 9º Distrito para a legislatura de 1925-1927. Mas quando chegaram as eleições de 25 de abril, ele não obteve votos suficientes. Em novembro de 1925, ele foi indicado pela Comissão Diretora do Partido Republicano Paulista para uma vaga sobressalente como deputado estadual do 5º Distrito. Desta vez, nas eleições ocorridas em 29 de novembro, ele foi eleito. Devido a esses acontecimentos, o nome de Ellis Júnior não está incluído nas listas da Assembleia Legislativa do Estado de São Paulo dos deputados da legislatura de 1925-1927. O trabalho do parlamentar, no entanto, foi registrado regularmente no Correio Paulistano, que tinha uma seção dedicada à Câmara Estadual.
Dessa forma, em 23 de outubro de 1925, Ellis Júnior começou a atuar como deputado estadual. Ao longo do ano seguinte, ele também trabalhou como secretário em várias sessões e foi direcionado para a Comissão de Redação. O primeiro projeto que o intelectual submeteu ao plenário visava lidar com o problema do povoamento de São Paulo, atentando-se aos imigrantes que chegavam ao estado. Ellis Júnior, então, propôs a criação de um órgão – para o qual ele indicou o professor Roquette Pinto, do Museu Paulista, como diretor – responsável de, através de métodos técnicos-científicos, fazer uma análise de observações demográficas afim de fornecer uma orientação para a chegada de correntes imigratórias no território paulista. Apresentado no dia 17 de agosto de 1926, o projeto número 5 foi aprovado de maneira rápida e praticamente sem ressalvas.
No mesmo ano, Ellis Júnior submeteu outros dois projetos. Um deles, em favor do amigo Taunay, pelo financiamento para a continuação da obra História Geral das Bandeiras Paulistas.  O outro, por sua vez, foi proposto em dezembro e se tratava de uma linha férrea, ligando Sorocabana ao Paraguai. Para embasar a construção da linha, Ellis Júnior apresenta dois argumentos centrais: primeiramente, em caso de guerra, a linha agilizaria a locomoção do aparato militar; e serviria de percurso para a escoação dos produtos da região, sendo assim um contribuinte para o avanço econômico da região. Na época, a lavoura cafeeira paulista vivia um declínio causado pelo esgotamento do solo; a criação da ferrovia seria também um incentivo ao cultivo e produção de lavoura em locais ainda não ocupados. Partindo de uma demanda similar, o parlamentar também argumentou a favor da construção da linha férrea Mayrink-Santos, que conecta o oeste do estado de São Paulo e o porto de Santos.
No final de 1926, ele começou a integrar a Comissão de Estatística e Divisão Civil e Judiciária. Em 1927, Ellis Júnior elaborou o projeto número 22, pedindo a construção de usinas hidroelétricas de adubo químico sintético, expressando a preocupação dele com a classe ruralista de São Paulo. A carreira política de Ellis Júnior começou a ser marcada pelos projetos em defesa do café, no momento de declínio das lavouras. Na busca de um substituto para o que o café representava para a economia paulista, o parlamentar se dedicou ao estudo da fruticultura, em especial da laranja, analisando a exportação e o consumo do produto. Ele também estudou a silvicultura, investigando a possibilidade da fabricação de papel para o desenvolvimento da economia de São Paulo.

### Segunda legislatura (1928-1930)
A segunda legislatura do parlamentar teve início em 1928. Continuando na procura de alternativas ao café, Ellis Júnior investe na fruticultura, criando o projeto número 108. Trata-se de uma iniciativa para a fiscalização do beneficiamento, acondicionamento e classificação dos produtos agrícolas destinados à exportação. O intuito era que os pomares fossem supervisionados, estabelecendo tipos de padronagem, medidas preventivas de combate às pragas e aprimoramento de culturas de laranjas, entre outras frutas.
No ano seguinte, o intelectual concebeu um projeto para que o Estado oferecesse auxílio à escola de pilotagem da Sociedade Aero Civil de São Paulo, da qual ele fazia parte e já havia sido presidente. Os momentos finais da legislatura de Ellis Júnior foram marcados pelo Congresso Constituinte estadual, pela Grande Depressão nos Estados Unidos e pela crise política que o Brasil viveu após a Revolução de 1930.
A Revolução acarretou numa perda de domínio político do PRP, em parte causada pela fundação do Partido Democrático. O controle do PRP permaneceu nas mãos dos chefes partidários da primeira geração, os coronéis do meio rural paulista. Foi neste ambiente em que Ellis Júnior havia ascendido rapidamente, graças à influência de Taunay e do pai, que era senador pelo partido. No entanto, o movimento de 1930 também impediu que os líderes republicanos ocupassem cargos políticos, incluindo Ellis Júnior, que então se voltou à carreira na docência. Ele começou a lecionar no Ginásio de São Bento em 1931 e trabalhou também no Ginásio Ipiranga.

## Liga de Defesa Paulista e Revolução Constitucionalista de 1932
Opondo-se à ditadura, Ellis Júnior participou das revoltas de 1932 contra a federação, atuando como voluntário da Liga de Defesa Paulistana, que reivindicava o retorno da autonomia para o estado de São Paulo, que havia sido prejudicada devido à criação dos novos ministérios e da nomeação de interventores federais por parte de Getúlio.
A Revolução acarretou no fechamento da Assembleia Legislativa e na perda de autonomia político-administrativa do estado de São Paulo. A insatisfação dos paulistas fez com que a Liga de Defesa Paulista (LDP) fosse criada em maio de 1931. No manifesto da Liga, Tácito de Almeida expressou valores regionalistas e prometeu lutar para que São Paulo retomasse sua autonomia, defendendo os ideais constitucionalistas de um república federativa. Ellis Júnior participou ativamente da LDP, fazendo conferências de propaganda, comícios, discursos nas rádios, artigos em jornais e criando o material de propaganda do movimento pela Revolução Constitucionalista de 1932, ao lado de Carlos Pinto Alves, Tácito de Almeida e Rubens Borba Alves de Morais.
Na Marcha de 23 de maio de 1932, quatro jovens morreram em um confronto com as tropas legalistas, o que gerou uma onda de protestos que resultaria na Revolução Constitucionalista de 1932. Ellis Júnior participou da Marcha e da preparação para a Revolução. Foi nesse contexto que o intelectual escreveu uma obra doutrinária, intitulada Confederação ou separação, publicada no mesmo ano. No livro, o intelectual criticou a centralização nacional que Getúlio Vargas projetava para o Brasil, a perda de autonomia estadual e o movimento tenentista. O pensador defendeu que a autonomia de todos os estados, não apenas de São Paulo, deveria ser respeitada, tal qual era proposto na constituição de 1891. Ellis Júnior também colocou a separação de São Paulo do restante do país como alternativa caso a autonomia do território não fosse restabelecida.
Nesse cenário, a Liga de Defesa Paulista organizava batalhões, instalando postos para a filiação de voluntários, além do chamado "alistamento profissional", que se tratava da inscrição de profissionais que serviam a causa constitucionalista. Ellis Júnior participou do 2º Batalhão da Liga de Defesa Paulista, que, em 22 de julho de 1932, partiu rumo à Pindamonhangaba, seguiu para Guaratinguetá e depois foi transferido para Cunha, onde estava a linha de frente da luta armada. No confronto, ele foi baleado na perna. Após a luta armada, Ellis Júnior teve que fugir da perseguição política e da possibilidade de exílio, se disfarçando como um inglês e se escondendo na fazenda de um amigo em Durados.
Ele então escreveu A nossa guerra (1933), em que ele analisou as causas da Revolução e da derrota dos paulistas, inclusive a união entre o PRP e o PD, as oposições paulista, na Frente Única Paulista (FUP). Para Ellis Júnior, apesar de São Paulo ter sido derrotado na luta armada, assinando a rendição em 1º de outubro de 1932, o estado também foi vitorioso em um ponto de vista político e econômico. Em maio de 1933, houve as eleições para a Assembleia Constituinte. Ainda sob o risco de exílio, Ellis Júnior retornou ao magistério após a Revolução. Ele lecionou no Liceu Pan-Americano e no Ginásio Paulistano no período diurno e se dedicou à escrita de livros didáticos.
Quando São Paulo iniciou o processo eleitoral para a elaboração da constituição em 1935, após a promulgação da Constituição Brasileira de 1934, a perda de poder político do Partido Republicado Paulista ficou evidente, sendo que foram eleitos apenas 23 deputados estaduais, de 60 parlamentares, para elaborar a lei. Ellis Júnior se manteve leal ao partido e foi eleito para o Congresso Constituinte. Sendo que o Congresso foi promulgado em 1935 e o legislativo ganhou caráter ordinário, mantendo os deputados no cargo, ele permaneceu na função até 1937, quando o Estado Novo teve início. Com o fechamento do Congresso Nacional e, consequentemente, das Câmaras Legislativas Estaduais, a carreira política de Ellis Júnior chegou ao fim.

## Carreira acadêmica na Universidade de São Paulo
Em 1938, Ellis Júnior ingressou na docência do ensino superior. Afonso Taunay deixou a cadeira de História da Civilização Brasileira da Universidade de São Paulo para se concentrar na direção do Museu Paulista, fazendo com que Ellis Júnior fosse contratado como substituto até o final do período letivo. Ele participou do concurso e apresentou a tese Meio século de bandeirismo, se tornando professor em 1939. No mesmo ano, ele também foi encarregado do cargo de diretor da Faculdade de Filosofia, Ciências e Letras, se tornando, assim, o primeiro catedrático de História da Civilização Brasileira. Ele foi escolhido por Adhemar Pereira de Barros, o interventor do governo de São Paulo da época, para substituir Alexandre Corrêa na função de diretor.
O intelectual foi responsável pesquisas acerca da economia no período colonial brasileiro. Dessa forma, ele orientou a tese de Mafalda Zemella em 1951, intitulada O abastecimento de Minas Gerais no século XVIII, e a da filha, Myriam Ellis, que escreveu O monopólio do sal no Brasil (1955) sob orientação formal de Astrogildo Rodrigues Mello.
Ellis Júnior foi diretor da FFCL até 1941, quando é sucedido por E. R. Anhaia Melo e, depois, por Fernando de Azevedo. No ano seguinte, ele se afastou da docência devido à saúde debilitada e foi substituído pelo Prof. Astrogildo Rodrigues Mello. Apesar da saída de Ellis Júnior, as professoras Myriam Ellis e Mafalda Zemella continuaram nas posições de assistente e auxiliar de ensino. Enquanto foi catedrático de História da Civilização Brasileira, Ellis Júnior se preocupou em provar que a escrita dele da história era baseada na verdade, objetividade e imparcialidade, fundamentada em um discurso científico.

## Influências na produção da obra intelectual
É possível sintetizar a carreira e a obra de Ellis Júnior em três períodos principais. Entre 1922 e 1930, o pensador publicou os primeiros textos e mapeou as temáticas acerca do bandeirantismo, as bandeiras e a história de São Paulo como seus objetos de estudo. De 1930 a 1937, a vivência política dele serviu de método para analisar a conjuntura que surgiu a partir dos acontecimentos de 1929, 1930 e 1932. E, por último, no período entre 1938 e 1974, Ellis Júnior se estabeleceu de vez como historiador e professor na cadeira de História da Civilização Brasileira na Faculdade de Filosofia, Ciências e Letras da Universidade de São Paulo, posição que ele ocupou até 1952.
As primeiras obras de Ellis Júnior, ambientadas em um momento de tensão política e econômica entre as forças regionais e o estado nacional, chamavam a atenção pelo teor controverso, enaltecendo os bandeirantes, os antigos paulistas. Na missão de justificar o desejo pela autonomia do estado de São Paulo, Ellis Júnior se utilizou de pressupostos evolucionistas acerca de um papel determinista da raça e do meio físico, a fim de fundamentar a liderança econômica paulista em uma noção específica do caráter daquela região, com bases científicas e históricas.
Ao longo da década de 1920, quando o PRP passava por uma crise e perda de poder político, os intelectuais atrelados ao partido se utilizaram de suas interpretações do passado colonial para formar os fundamentos de seus ideais políticos para o Brasil, o que gerou várias visões acerca da imagem do bandeirante. Ellis Júnior, contribuindo a esse movimento, defendeu um sentido republicano à história paulista, também contestando as críticas que pensadores como Oliveira Viana faziam às instituições liberais-federalistas. O intelectual procurava reforçar a liderança política da elite do estado de São Paulo dentro do contexto da nação, desenhando o paulista como mais apto à democracia liberal e reconhecendo como autênticos os valores liberais-federalistas das instituições políticas da época.
Esse processo de produção de discurso ocorreu no âmbito do Instituto Histórico e Geográfico Brasileiro (IHGB), fundado em 1838 com o intuito de reunir pensadores na criação de uma identidade própria da nação brasileira. Os paulistas, então, trataram de se focar na história de São Paulo ou, mais especificamente, dos bandeirantes na missão de explicar a história do Brasil, argumentando que essas figuras são representativas da formação do país e responsáveis pelo futuro da nação. O próprio Ellis Júnior se considerava descendente das famílias do período quatrocentista do bandeirismo, que teriam sido essenciais para a construção de São Paulo. Ele era da linhagem de Amador Bueno da Ribeira, o Aclamado, tanto pelo lado da mãe, quanto da avó paterna, chamada Maria do Carmo da Cunha, que remontava há quatro séculos.
Dessa genealogia, surgiu a estreiteza na relação dele com uma visão tradicionalista, incentivada pela influência que ele teve do pai, Alfredo Ellis. A importância dos antepassados para Ellis Júnior se manteve mesmo após a falência da fazenda em que ele cresceu, a Santa Eudóxia. A propriedade havia sido desbravada pelo pai e pelo avô, o coronel Francisco da Cunha Bueno, quando eles entraram na mata afim de encontrar um ponto ideal para o cafezal. Neste ato de bandeirismo oitocentista, eles se estabeleceram nas margens do rio Mogi, na atual cidade de Rio Claro. Desta forma, por mais que Ellis Júnior tenha se afastado do campo, ele continuou fiel à classe rural de São Paulo e suas causas.

## Bandeirismo, pensamento eugênico e "democracia paulista"
A obra de Ellis Júnior é composta pelos livros O bandeirismo paulista e o recuo do meridiano (1924), Raça de gigantes (1926), Confederação ou separação (1933), A nossa guerra (1933), Populações paulistas (1934), Pedras lascadas (1935), A evolução da economia paulista e suas causas (1937), Meio século de bandeirismo (1939), Panoramas históricos (1946), O café e a paulistânia (1951), A economia paulista no século XVIII (1952); biografias de Amador Bueno, Raposo Tavares, Diogo Antônio Feijó, o tenente-coronel Francisco da Cunha Bueno (seu avô) e do senador Alfredo Ellis (seu pai); e os romances A madrugada paulista, lendas de Piratininga (1934), O tigre ruivo (1934), Jaraguá, romance de penetração bandeirante (1935) e Amador Bueno, rei de São Paulo (sem data).
Os temas centrais dos estudos de Ellis Júnior são o bandeirismo e a formação da eugenia do povo paulistano. Na obra Bandeirismo paulista e o recuo do meridiano (1924), o autor mapeou as fases do bandeirismo, mas primeiramente definindo as duas causas que acarretaram no movimento: as demandas agrícolas e das vilas, que exigiam recursos e geraram o que ele chama de bandeirismo de apresamento; e o bandeirismo na procura de metais preciosos. O bandeirismo quinhentista foi marcado pelo apresamento indígena e restrito à região que hoje é o estado de São Paulo. O seiscentismo, considerado o apogeu do bandeirismo pelo autor, foi caracterizado pela procura de metais preciosos, o apresamento indígena e o confronto com os castelhanos. Nessa época, Raposo Tavares se tornou conhecido na captura de índios, enquanto nomes como Pedroso, Buenos, Tacques, etc. buscaram o ouro. Houve também, nesse momento, conflitos entre os bandeirantes e os padres jesuítas, que se deparavam um com o outro nos territórios espanhóis.
Outro momento em que o intelectual se debruçou sobre a história das bandeiras foi em Meio século de bandeirismo (1939), em que Ellis Júnior estudou algumas bandeiras ocorridas no período entre 1590 e 1640, que rumaram ao sul – chegando a regiões de Guayrá (Paraná), Tape (Rio Grande do Sul) e Uruguai – e aos locais que hoje compreendem Minas Gerais e Goiás. A obra também discorreu sobre a ocupação holandesa no Nordeste e as expedições de Raposo Tavares, Fernão Dias Paes e outros. O livro foi dividido em três partes, abordando momentos cruciais da história do bandeirismo.
A principal obra do intelectual é Raça de gigantes. No livro de 1926, Ellis Júnior expressou seu comprometimento à tradição liberal-federalista do republicanismo paulista, que havia sido formado durante seu ingresso no movimento Verde-Amarelo. Na obra, o historiador buscou as origens da chamada "democracia paulista" através da confecção de uma história bandeirista. Em um aspecto racial, Ellis Júnior continuou com a tendência regionalista de enaltecimento do caráter mameluco do bandeirante, que surgiu da mestiçagem do dólico-moreno lusitano e dos índios guaianás. Para o autor, essa seria a única mestiçagem no Brasil que deu certo. O mameluco bandeirante seria, então, o resultado de uma "sub-raça" nova e eugênica; para Ellis Júnior, a mestiçagem do bandeirante era um reflexo, em um âmbito racial, do traço democrático paulista.
Ellis Júnior também imaginou a São Paulo do passado como uma sociedade democrática, baseada na formulação social da colônia norte-americana descrita pelos pensadores americanistas do século XIX. Essa característica democrática do paulista, entretanto, também seria algo fundamental para a "psicologia política" do paulista moderno, como explicou Ellis Júnior. O intelectual colocou o tipo paulista, classificado como particularista, herdeiro de um bandeirante mestiço, em sua maioria plebeu e democrático em um nível psicológico como ideal para funcionar dentro das instituições federalistas e liberais. A democracia liberal era, portanto, parte da essência da tradição regional de São Paulo, marcada pelo self-government.
Os primeiros troncos paulistas e o cruzamento euro-americano, publicado em 1936, foi uma edição revista e reformulada de Raça de gigantes. O livro era permeado pela lógica de Ellis Júnior de que a história de São Paulo tem o poder de representar a história do Brasil. O intelectual colocou a eugenia paulista como objeto de estudo, buscando entender, a partir de uma investigação baseada na reprodutibilidade e na composição racial, o surgimento do que ele considera uma "raça de gigantes". Na obra, Ellis Júnior defende uma superioridade paulista que teria se originado através de um processo de seleção demográfica que selecionou os mais aptos. A partir dessa lógica, ele justifica a importância econômica de São Paulo em relação ao restante do país.
Ellis Júnior coloca sobre São Paulo o peso de conduzir o desenvolvimento do Brasil, defendendo a liderança paulista em relação às outras regiões. Como parte de sua análise, o intelectual atribui a superioridade paulista também à tendência ao embranquecimento da população, em oposição ao Nordeste, o qual ele considera atrasado economicamente devido à predominância negra na miscigenação.

## Imagem de conservador e retrógrado
Filha de Ellis Júnior, Myriam Ellis (estudiosa da área de História da Universidade de São Paulo, que substituiu o pai interinamente a partir de 1952 na cadeira de História da Civilização Brasileira) chegou a expressar descontentamento em relação a como a memória do historiador foi preservada na Universidade. Para ela, a instituição priorizava as contribuições de Sérgio Buarque de Holanda, que ocupou a cadeira a partir de 1956. Devido as consequências da Ditadura militar no Brasil (1964–1985), a obra de Ellis Júnior teria sido desvalorizada, por ele ter pertencido ao PRP, um partido de direita e considerado conservador.
Entre 1984 e 1994, nas celebrações dos 50 e 60 anos de existência da Universidade, foram relembrados os méritos dos professores franceses e as contribuições de Holanda para a cadeira de História do Brasil, a partir dos anos 1950. Nessas situações, Myriam Ellis considerou que o legado do pai foi visto como retrógrado, positivista e conservador.